# Minna Lindberg
Minna Kaarina Lindberg, född 11 januari 1983 i Sibbo, är en finlandssvensk politiker. Lindberg har innehaft ett flertal politiska uppdrag under åren inom både lokal, nationell och internationell politik.  
I Sibbo var Lindberg aktiv inom både ungdomsorganisationer och idrottsföreningar. Hon var också med i Sibbos första ungdomsfullmäktige. Lindberg tog studenten vid Sibbo gymnasium år 2002 och inledde därefter studier vid Pedagogiska fakulteten vid Åbo Akademi i Vasa. 
I Vasa var Minna Lindberg aktiv i studentorganisationer och studentpolitik. Hon var aktiv i Finlands Svenska Lärarstuderandes förening och blev ordförande där efter flera år i styrelsen. Den vägen deltog hon i Finlands Svenska Lärarförbunds fullmäktigemöten som studentrepresentant. Lindberg var också en av grundarna av Liberala Studentklubben i Vasa. Under studietiden har hon också varit ledamot av Åbo Akademis styrelse under en och en halv mandatperiod. 
Lindberg var under ett år (2007-2008) förbundsordförande för Svensk Ungdom, Svenska folkpartiets ungdomsorganisation. 2009-2011 var hon president för Ungdomens Nordiska Råd (UNR).
I september 2011 meddelade Lindberg att hon lämnar kommunalpolitiken i Sibbo.